# Utrecht School of Economics
La Escuela de Economía de Utrecht (en inglés Utrecht University School of Economics o USE) es el departamento de Economía de la Universidad de Utrecht en los Países Bajos.
El departamento se organiza según los siguientes subdepartamentos:
- La Undergraduate School of Economics ofrece programas para la obtención del bachelor.
- La Graduate School of Economics ofrece programas para la obtención del máster.
- El Tjalling C. Koopmans Research Institute (TKI) se dedica a la investigación y supervisa los programas de máster de investigación (MPhil).

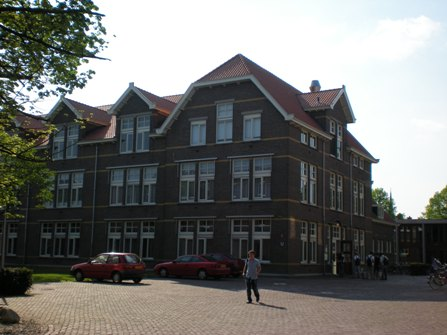
USE (UCU Campus)

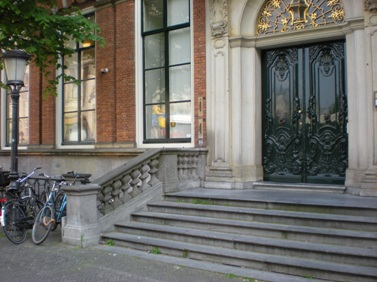
USE (Plaza de Janskerkhof)

Con la excepción de los dos colleges internacionales de la universidad (University College y la Academia Roosevelt), la USE es el único departamento de la Universidad de Utrecht que propone un programa de primer ciclo (bachelor) impartido en inglés. Además, las cátedras son responsables de la enseñanza de sus respectivas disciplinas como de la Investigación. 
Dentro del departamento, la ECU'92 es una organización estudiantil que no solo representa a los estudiantes, sino que también supervisa la organización de conferencias y de bolsas de trabajo. Aunque la ECU'92 sea una organización estudiantil, ya sigue muy profesional. En estas conferencias suele invitar a figuras políticas o dirigentes ejecutivos de grandes empresas. Las bolsas de trabajo acogen cada año a decenas de empresas holandesas. Por último, la ECU'92 edita el mensual The Ecunomist, cuyo nombre es un guiño a la revista semanal británica The Economist.